# Подравина

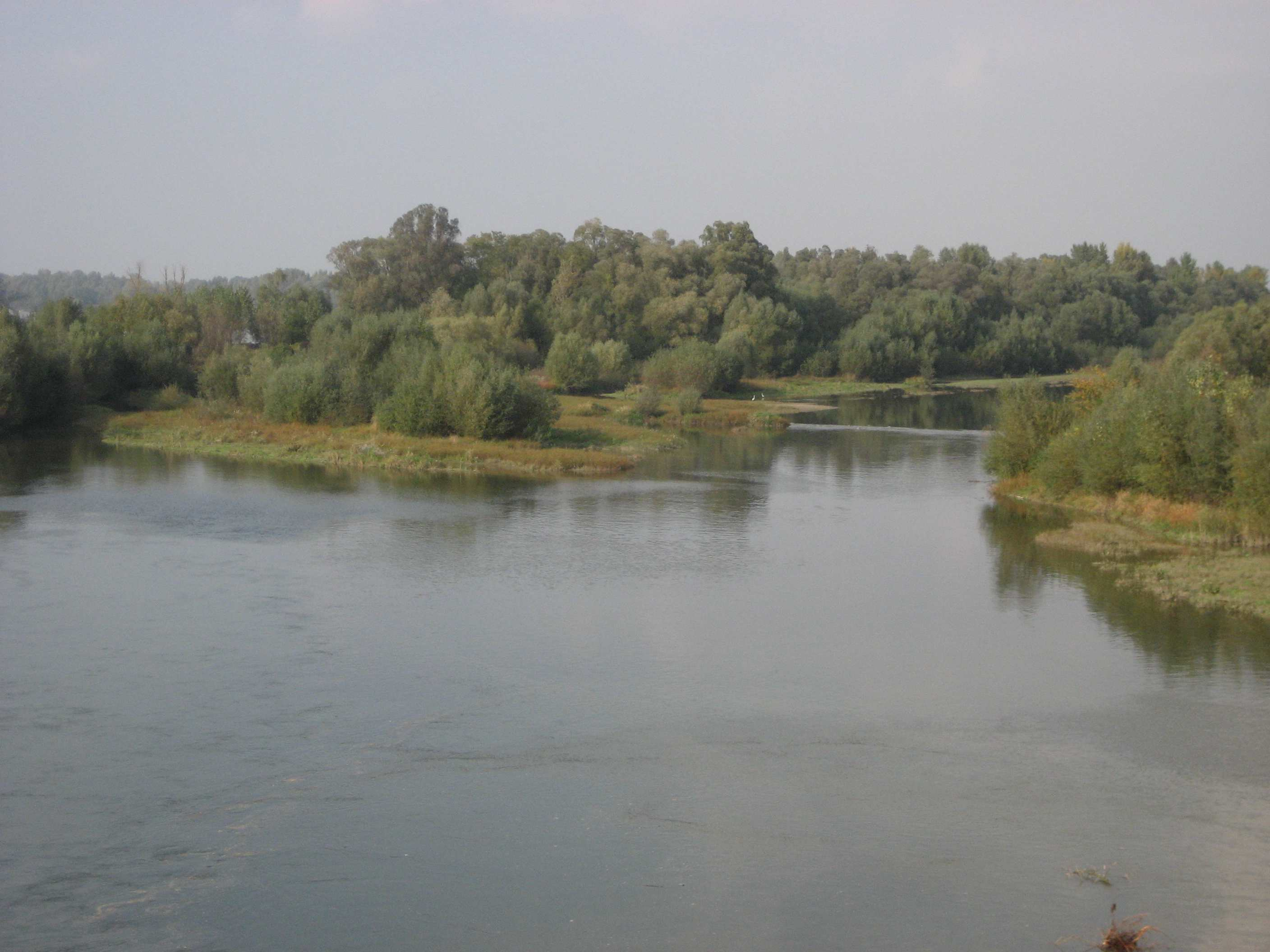
Драва неподалёку от Джурджеваца

Подра́вина (хорв. Podravina, словен. Podravje)— историческая территория в современной Хорватии, расположенная в широкой долине реки Дравы и лежащая западней Осиека и восточней Вараждина. Большая часть этой территории входит в состав Копривницко-Крижевацкой и Вировитицко-Подравской жупаний. Восточная часть Подравины составляет часть исторического региона Славония.
Иногда термин «Подравина» используется в более широком смысле, как название долины Дравы в среднем и нижнем течении на территории Словении и Хорватии от Марибора до Осиека.
Ширина Подравины от нескольких до нескольких десятков километров. Подравина на всём своём протяжении равнина, окружена многочисленными холмистыми грядами. Отличается высокой плодородностью почв и наряду со Славонией рассматривается как житница Хорватии. Вдоль всей Подравины проходят автомобильная и железная дороги Вараждин — Копривница — Осиек.
Крупнейшие города — Лудбрег, Копривница, Джурджевац, Вировитица и Слатина.